# 피수영
피수영(皮守英, 1943년 2월 28일 ~ )은 대한민국의 의과대학 교수 및 소아과 전문의이다.

## 이력
그는 서울대학교 의과대학 출신이며 미국 미네소타 주립 대학교 의과대학 소아과 객원교수, 서울아산병원 소아과 과장, 울산대학교 의과대학 소아과 교수를 역임했다.
1973년부터 1974년까지 베트남 전쟁에 1년간 군의관으로 참전하기도 한 피수영은 대한민국 신생아학의 실질적인 창시자이며, 대한민국의 신생아 치료 기술을 선진국 수준으로 올려 놓았다는 평가를 받는다.
그의 부친은 서울대학교 교수를 지낸 수필가 피천득(皮千得)이다.

## 학력
- 서울대학교 의과대학 의학사
- 서울대학교 의과대학원 의학석사
- 서울대학교 의과대학원 의학박사

## 경력
- 1967년 3월 ~ 1972년 2월 : 서울대학교병원 소아과 전공의
- 1975년 : 대한민국 육군 군의관 소령 제대
- 1978년 7월 ~ 1980년 6월 : 유타 대학교 부속병원 신생아학 전임
- 1980년 7월 ~ 1995년 8월 : 미네소타 대학교 의과대학 임상부 교수, 둘루스클리닉 신생아과 과장
- 1995년 9월 ~ 2008년 : 서울아산병원 신생아과 교수
- 2001년 ~ 2003년 : 대한신생아학회 회장, 명예회장(현)

## 활동
피수영은 서울대학교 의과대학 출신으로 미네소타 대학교 외과대학 소아과 교수, 서울아산병원 소아과 과장, 울산대학교 의과대학 소아과 교수를 역임했다. 그는 1996년 대한민국의 신생아학회를 탄생시킨 실질적인 주역으로, 신생아 진료 분야를 세계적 수준으로 향상시켰으며, 대한신생아학회 및 대한주산의학회 회장을 역임했다.
피수영 교수는 많은 극소·저체중 출생아(일명 '미숙아, 체중 1.5kg이 되지 않은 신생아를 이르는 용어)를 죽음의 문턱에서 살려낸 명의(名醫)로 불린다. 피 교수는 20여 년간 유타 대학교 부속병원 등 미국 내 여러 병원을 거치면서 의술을 쌓았다. 미국에서도 그의 의술은 명성이 높았다. 그가 살았던 미네소타에선 지금도 "피 박사(Dr. 피), 당신이 내 아이를 살렸어요"라고 인사를 건네는 사람들이 있다.
피수영은 인터뷰를 통해 "미국을 떠나 10년 후에 내가 살던 동네 서점에 갔는데 어떤 남자가 오더니 ‘당신 피 박사 아니냐’고 그래서 ‘날 어떻게 아느냐’고 하니까, 12살 먹은 아이를 불러와서 ‘당신이 살려준 애다’하였다. 그때 의사 하길 잘 했다, 보람이 있다, 싶었다."라고 말했다.
피수영은 1995년 미국을 떠나 한국으로 오면서 국내의 수많은 미숙아들을 살리기 위해 서울아산병원으로 향했다. 2000년엔 국내 의료진과 함께 468g 체중으로 태어난 아이를 성공적으로 살려냈다. 서울아산병원의 의료진은 미국 의사들이 "너희들은 이런 아이들까지 살리느냐"고 할 만치 위험한 상태의 미숙아를 살려내기도 했다. 경제적 부담 때문에 미숙아로 태어난 아이의 치료를 거부하는 부모가 있었다고 한다. 심지어 "나도 백내장에 걸려 치료도 못 받는데 아기를 살려서 뭐하냐"는 아기 할아버지의 항의도 있었다고 한다. 그 땐 피 교수가 "미숙아도 생명이다"라며 자기 돈을 들여 아이를 살려냈다고 한다. 피수영 교수는 '더 이상 경제적 이유로 미숙아가 죽어서는 안된다'는 바람으로 유명 탤런트 등 몇몇 지인들과 몇백 만원씩 모아서 1억5000만원을 아산사회복지재단에 기부했다.
2008년 10월 24일 대한민국 신생아학의 실질적인 창시자인 서울아산병원 피수영 교수의 정년퇴임 기념 국제심포지엄이 서울아산병원 대강당에서 열렸다.

## 가족 관계
서울대학교 교수를 지낸 아버지 피천득(皮千得)과 어머니 임진호(林珍鎬) 사이에서 2남 1녀 중 차남으로 태어났다.
- 피천득(皮千得)의 1965년 수필 〈피가지변(皮哥之辯)〉에서 "… 피(皮)씨의 직업은 대개가 의원이요, 그 중에는 시의(侍醫, 임금·왕족의 진료를 맡은 의사)도 있었다는 것이다. … 의학을 공부하는 우리 아이는 옥관자는 못달더라도 우간다에 가서 돈을 많이 벌어 가지고 올 것이다." 라고 하였는데, 수필에 나오는 아이가 바로 당시 23세로 서울대학교 의대에서 의학 공부를 하던 피천득의 차남 피수영이다.

피수영은 부친 피천득 선생에 대해 '순간의 배부름을 위해 자존심을 버리지 않는 강인한 기상을 자식들에게 보여줬다'고 회상했다. 또 "꼿꼿함과 선비다움을 가풍으로 물려줬다"고 말했다.
- 피수영 교수는 미국에서 신생아과 전임의(醫)로 자리잡은 38살이 돼서야 결혼하고, 늦은 나이에 두 아들을 얻었다. 장남 피윤범·차남 피윤성이다. 맏아들 피윤범은 뉴욕대학교에서 전액 장학금을 받으며 영화를 공부하였고, 차남 피윤성은 미국 명문인 코넬 대학교 법대를 다녔다.

## 방송 출연

### 텔레비전 프로그램
- 2005년 4월 1일 KBS 1TV <신화창조의 비밀>[3]